# (9254) Shunkai
(9254) Shunkai (2151 T-1) – planetoida z pasa głównego asteroid okrążająca Słońce w ciągu 3,64 lat w średniej odległości 2,36 j.a. Odkryta 25 marca 1971 roku.